# Хрістос Волікакіс
Хрі́стос Воліка́кіс (грец. Χρήστος Βολικάκης, нар. 25 березня 1988, Волос, Греція) — грецький трековий та шосейний велогонщик, учасник Олімпійських ігор в Лондоні та Пекіні, неодноразовий чемпіон Греції, бронзовий призер Чемпіонату світу та призер Чемпіонатів Європи.

## Спортивні досягнення
Свою кар'єру спортсмен почав як шосейний гонщик — у 2003 році виграв срібло у груповій та роздільній гонці серед початківці на чемпіонаті Греції. Проте уже наступного року виступив на треку, де здобув першу медаль на чемпіонатах Греції. Загалом на Чемпіонаті Греції з трекових велоперегонів Волікакіс станом на 2014 рік здобув 31 медаль.

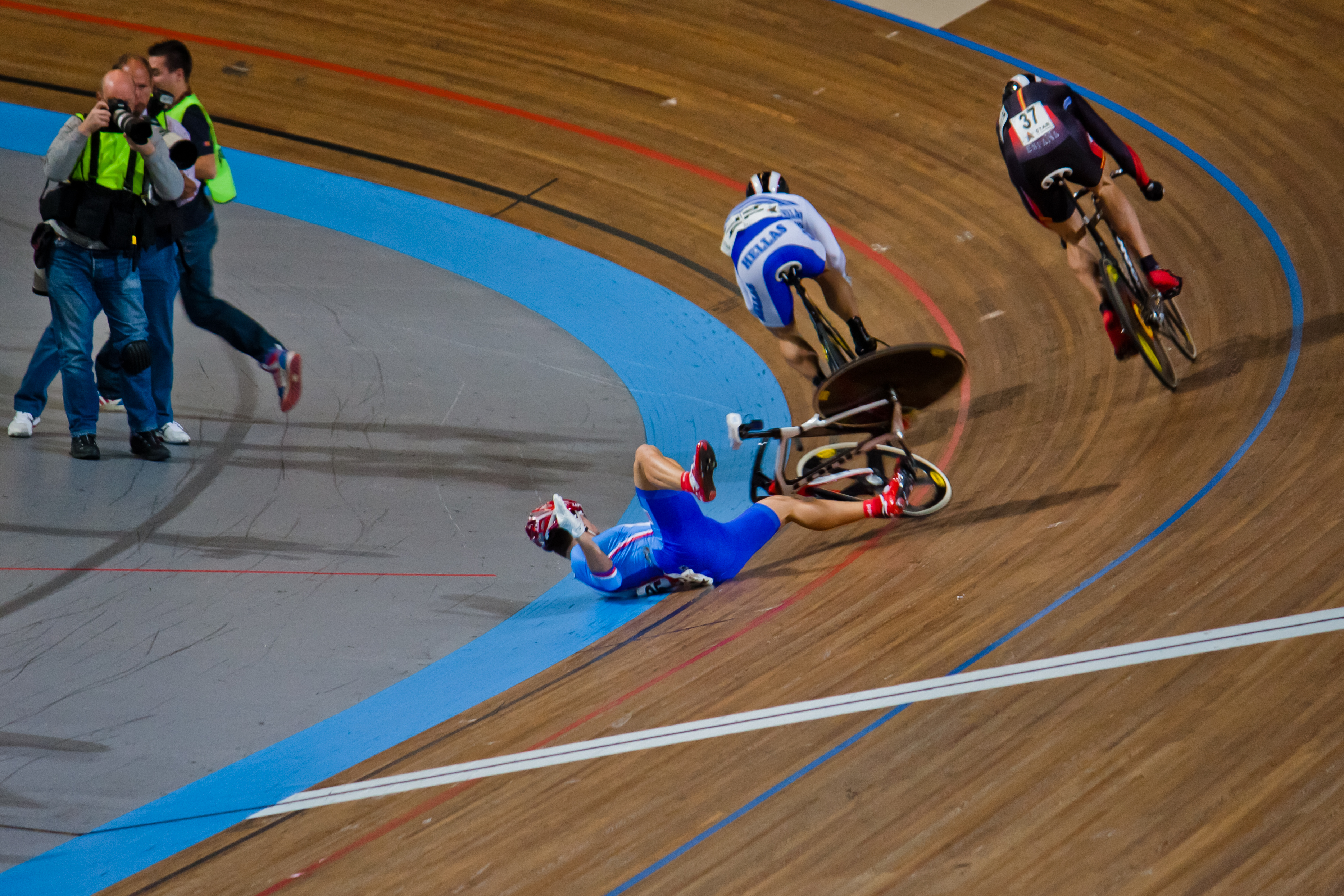
Хрістос Волікакіс (зліва) на Чемпіонаті Європи 2011 року в Апелдорні

У віковій категорії юніори Хрістос Волікакіс завоював золото та бронзу чемпіонату світу в кейріні та дві срібних медалі на чемпіонатах Європи в кейріні та командному спринті.
Найбільший успіх на 2014 рік Волікакісу приніс Чемпіонаті світу 2008 року в Манчестері, де він отримав бронзову медаль в кейріні. У тому ж році спортсмен взяв участь у Олімпійських іграх в Пекіні, де фінішував тринадцятим в тій же дисципліні. Успішно спортсмен виступав і на Чемпіонаті Європи 2011 року в Апелдорні, де поступився лише Метью Кремптону у кейріні, та на Чемпіонаті Європи 2012 року в Паневежисі, де здобув бронзу в спринті. Крім цього Волікакіс здобув три медалі на етапах кубка світу, в тому числі золото в кейріні у 2011 р. в Астані.
На Олімпійських іграх в Лондоні Волікакіс дещо покращив минулий результат і зайняв 9 місце.

## Статистика

### Трекові велоперегони

#### Чемпіонати світу
2005 Чемпіонат світу серед юніорів та молоді (U-23), Відень, Австрія
- 1-е місце, кейрін, юніори

2006 Чемпіонат світу серед юніорів та молоді (U-23), Гент, Бельгія
- 3-е місце, командний спринт, юніори

2008 Чемпіонат світу, Манчестер, Велика Британія
- 3-е місце, кейрін

#### Етапи Кубка світу
2008 Етап Кубка світу з трекових велоперегонів, Лос-Анжелес, США
- 2-е місце, кейрін

2009 Етап Кубка світу з трекових велоперегонів, Манчестер, Велика Британія
- 2-е місце, кейрін[2]

2011 Етап Кубка світу з трекових велоперегонів, Астана, Казахстан
- 1-е місце, кейрін

#### Чемпіонати Європи
2005 Чемпіонат Європи серед юніорів та молоді (U-23), Фйоренцуола-д'Арда, Італія
- 2-е місце, кейрін, юніори

2006 Чемпіонат Європи серед юніорів та молоді (U-23), Афіни, Греція
- 2-е місце, командний спринт, юніори

2009 Чемпіонат Європи серед юніорів та молоді (U-23), Мінськ, Білорусь
- 3-е місце, кейрін, молодь U-23[3]

2011 Чемпіонат Європи, Апелдорн, Нідерланди
- 2-е місце, кейрін

2012 Чемпіонат Європи, Паневежис, Литва
- 3-е місце, спринт

#### Чемпіонат Греції
2004    
- 1-е місце, 500 м, початківці, Афіни

2005
- 1-е місце, спринт, 500 м, початківці, Афіни
- 1-е місце, командна гонка переслідування, юніори, Афіни
- 1-е місце, командний спринт, юніори, Афіни
- 2-е місце, 1 км, юніори, Афіни

2006
- 1-е місце, командний спринт, юніори, Афіни
- 1-е місце, 1 км, юніори, Афіни
- 2-е місце, спринт, юніори, Афіни

2007    
- 1-е місце, командний спринт, Афіни
- 1-е місце, кейрін, Афіни
- 2-е місце, 1 км, Афіни
- 2-е місце, спринт, Афіни

2009
- 1-е місце, 1 км, Афіни
- 1-е місце, кейрін, Афіни

2010
- 1-е місце, 1 км, Афіни
- 1-е місце, командний спринт, Афіни
- 1-е місце, кейрін, Афіни
- 2-е місце, спринт, Афіни
- 2-е місце, командна гонка переслідування, Афіни

2011    
- 1-е місце, кейрін, Афіни
- 1-е місце, командна гонка переслідування, Афіни
- 1-е місце, командний спринт, Афіни
- 1-е місце, спринт, Афіни
- 1-е місце, 1 км, Афіни

2012   
- 1-е місце, 1 км, Афіни
- 1-е місце, кейрін, Афіни
- 2-е місце, спринт, Афіни
- 3-е місце, командна гонка переслідування, Афіни

2014
- 1-е місце, 1 км, Афіни
- 1-е місце, кейрін, Афіни
- 1-е місце, спринт, Афіни

### Шосейні гонки

#### Чемпіонат Греції
2003
- 2-е місце, роздільна гонка, початківці
- 2-е місце, групова гонка, початківці

2004
- 3-е місце, роздільна гонка, початківці, Афіни
- 1-е місце, групова гонка, початківці, Афіни

2005
- 1-е місце, командна роздільна гонка, юніори

Інформація з сайту Cycling archives з доповненнями